# Pernelle Jensen
Pernelle Jensen (født 20. januar 1980 i Fredericia) er en dansk politiker, der repræsenterer Venstre i Fredericia Byråd og Region Syddanmark.
Hun har siddet i Fredericia byråd siden 2010.
Pernelle Jensen har siddet i regionsrådet for Region Syddanmark siden 2022. og har siden 4. december 2023 været formand for Udvalget for Det Nære Sundhedsvæsen, en post hun også besad midlertidigt i perioden 20. marts til 31. juli 2023, hvor hun vikarierede for Bo Libergren, idet han ligeledes vikarierede for Stephanie Lose som regionsrådsformand, imens hun var fungerende økonomiminister.
Pernelle Jensen er markedsføringsøkonom fra International Business Academy (2001-2003) og har en bachelor i International Business fra Staffordshire University, England (2003-2004) og en masteruddannelse (MSc) i International Strategic Management fra Staffordshire University (2004-2005). Hun var koncernindkøbskoordinator i Udenrigsministeriet fra 2008 til 2021.
Hun bor i Fredericia med sin mand og parrets 4 børn.